# Philippe Visson
Philippe Visson, né le 29 septembre 1942 à New-York et mort le 1er juillet 2008 à Montreux est un peintre américain dont les œuvres s'inscrivent dans les mouvements Expressionnisme abstrait, Nouveaux Fauves et Art Brut.  

## Biographie

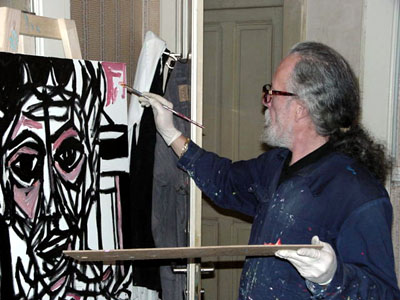
Philippe Visson dans son atelier au Montreux-Palace.

### Enfance, début et formation
Philippe Visson est fils de parents russes (Isidore Akivisson et Assia Rubinstein).
Né dans un milieu propice à l'art et à la haute diplomatie (ses parents fréquentaient les milieux politiques, diplomatiques et sociaux, changeant pour des motifs relatifs à la situation européenne leur nom d'Akivisson en «Visson»), le peintre vécut dans cet environnement, entretint de nombreuses relations inofficielles avec des chefs d'État des deux côtés de l'Atlantique.  

### Carrière
Philippe Visson expose à Paris à seize ans, reconnu par Michel Thévoz, directeur du Musée de l'Art Brut. Ses œuvres y figurent, de même qu'au Musée des Beaux-Arts de Lausanne,  au Cabinet des Estampes à Vevey (CH), au Kunsthaus de Zurich, à Kassel (D), à la Galerie Craven à Paris et aux États-Unis à New-York (Gallery Milch), la Brigham Young University Museum of Art, à la Georgetown University Library, ainsi qu'à Monte-Carlo (Galerie Rauch).
En 1963, après une vie de mondanités à Washington, New York, Londres et Paris, Philippe Visson suit son père dans sa retraite et vit en Suisse, à Épalinges. Il recommence à exposer, notamment à la Galerie George Mosse et la Galerie Motte à Genève.
En 1972, un premier documentaire sur l'artiste est présenté à la galerie du Club 44 à Epalinges. Puis une nouvelle fois en 1981.
C’est en 1979, après un long séjour aux États-Unis où il rencontre Ellen, qui devient son épouse, qu'il revient en Suisse. Il se remet à peindre et à exposer, notamment au Musée cantonal des beaux-arts de Lausanne sous la direction de René Berger, et dans une exposition personnelle au Musée des beaux-arts d'Argovie sous la direction d’Heiny Widmer.
Après la mort de sa mère, Philippe Visson emménage en Suisse, aux Paccots puis à Montreux avec son épouse. Il continue à peindre dans son atelier installé au Montreux-Palace et à exposer pour permettre à sa famille de survivre grâce à son art.
En 1982, une polémique intervient en raison de la découverte de faux Visson.
Pour offrir un violon Stradivarius à une jeune violonniste russe, il échange 1000 de ses œuvres aves le propriétaire de l'instrument.
Philippe Visson meurt en juillet 2008 d’un cancer provoqué par les émanations chimiques de la peinture.

## Projets de bienfaisance
En 2001, Philippe Visson fait une donation de 1000 tableaux à l'État de Vaud.

## Après sa mort
En 2013, la RTS lui rend hommage à travers un reportage. Il y est décrit comme le Picasso de Montreux.
En 2016, une association est constituée pour faire perdurer ses œuvres. La ville de Montreux lui rend hommage.
Ses œuvres continuent d'être exposées, notamment en 2019 à Paris. Il est possible de s'en procurer sur des sites consacrés à l'art,,.

## Filmographie
Quatre films ont été réalisés à son sujet : 
1. Innominabile, antiportrait de Philippe Visson du réalisateur Laurent Notaro, diffusé sur la Télévision Suisse[4]
2. En flagrant délire d’imaginaire, film documentaire diffusé en salles sur 5 artistes, dont Philippe Visson, du réalisateur Simon Edelstein[18]
3. "Le peintre Visson échange mille de ses toiles contre un Stradivarius", diffusé au téléjournal de la rts le 5 janvier 2002 [9]
4. "Hommage à Philippe Visson, artiste contemporain suisse" diffusé sur la RTS [11]

## Galerie

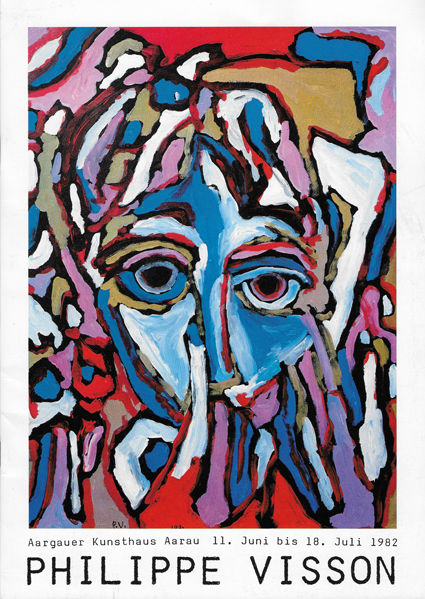
Invitation à l'exposition VISSON à l'Argauer Kunsthaus,
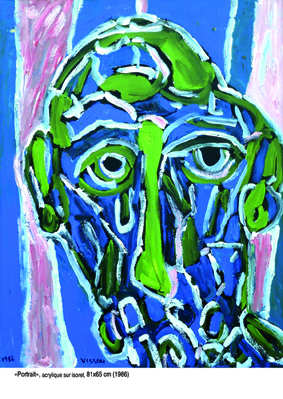
Visson: "portrait", 100x65 (1986).
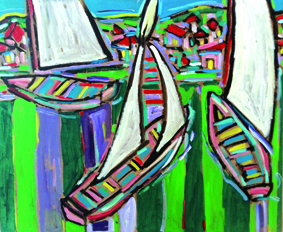
Visson: "Ambiance sur le Lac Léman", 50x60 (1984).
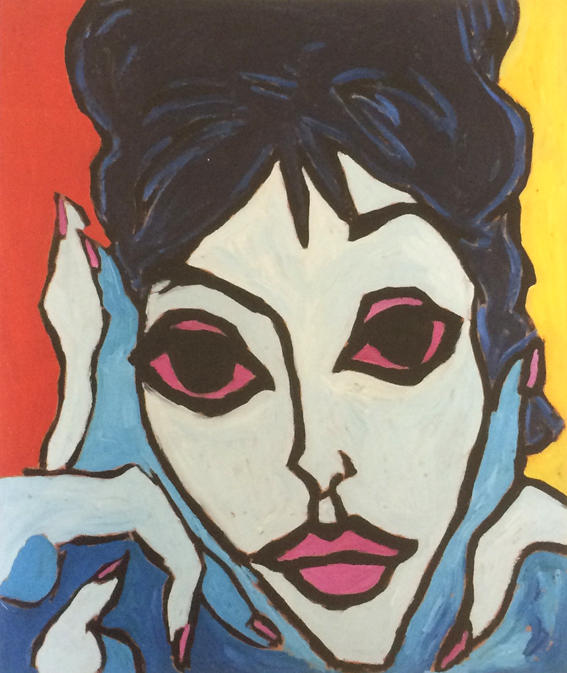
Visson, "Regard lointain", 65x54 (2002).
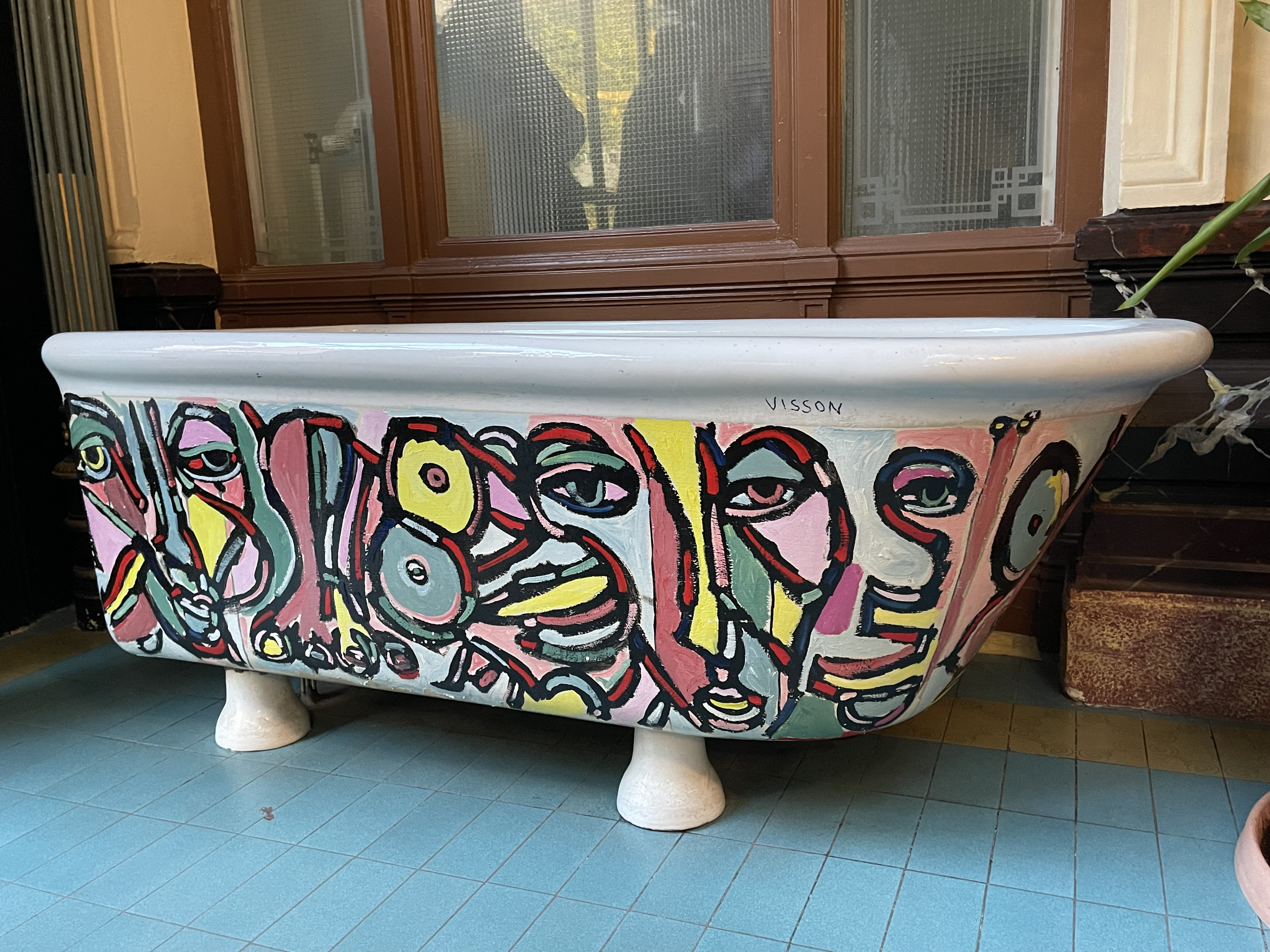
Baignoire d'Elisabeth d'Autriche
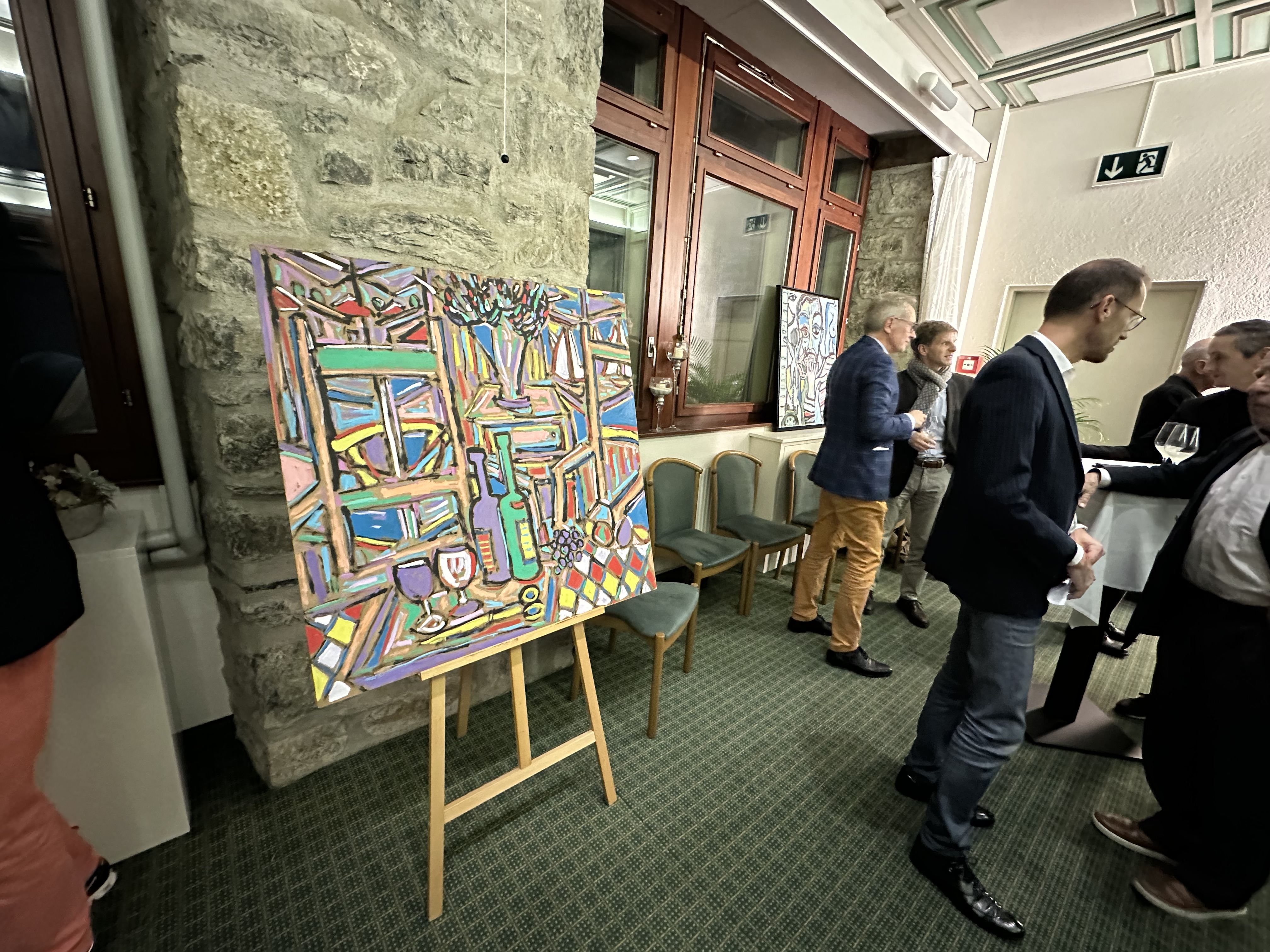
Soirée hommage à Prilly